# Alaksiej Baha
Alaksiej Anatolewicz Baha (biał. Аляксей Анатолевіч Бага; ros. Алексей Анатольевич Бага, Aleksiej Anatoljewicz Baga, ur. 4 lutego 1981 w Borysowie, Białoruska SRR) – białoruski trener piłkarski, od 30 grudnia 2021 trenujący azerski klub Sumqayıt FK. Wcześniej piłkarz występujący na pozycji obrońcy.
Od 4 czerwca 2018 do 19 grudnia 2019, trenował białoruski klub BATE Borysów. Od 19 stycznia 2020 do 31 grudnia 2020, trenował litewski klub Žalgiris Wilno. Od 21 stycznia 2021 do 5 maja 2021, trenował kazaski FK Aktöbe. Od 21 września 2021 do 1 grudnia 2021, trenował białoruski Szachcior Soligorsk.

## Życie prywatne
Ma młodszego brata Dzmitryja, który również jest piłkarzem.

## Sukcesy

### Zawodnik
BATE Borysów
- Mistrz Białorusi (2x): 2002, 2006
- Wicemistrz Białorusi (2x): 2003, 2004
- Zdobywca Pucharu Białorusi (1x): 2005/2006
- Finalista Pucharu Białorusi (2x): 2001/2002, 2004/2005

### Trener
BATE Borysów
- Mistrz Białorusi (1x): 2018
- Wicemistrz Białorusi (1x): 2019

Žalgiris Wilno
- Mistrz Litwy (1x): 2020
- Zdobywca Superpucharu Litwy (1x): 2020

Szachcior Soligorsk
- Mistrz Białorusi (1x): 2021